# 重瓣

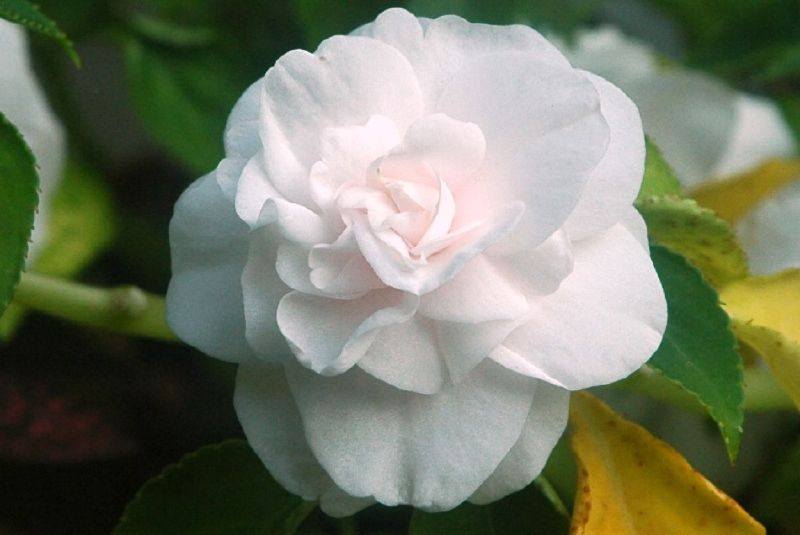
凤仙花的重瓣栽培品种

重瓣是形容多花瓣品种的花，通常花内含花。  重瓣特性的花通常在学名旁边用缩写fl. pl.（ flore pleno ，拉丁语意为“满花”）。 重瓣花是许多商业花卉的流行品种，包括玫瑰、山茶花和康乃馨。在一些重瓣品种中，所有的生殖器官都转化为花瓣，因此，它们是有性不育的，必须通过扦插繁殖。许多重瓣植物几乎没有野生价值，因为进入蜜腺的途径通常被突变所阻断。 